# Heidelheim
Heidelheim ist ein Gemeindeteil der Großen Kreisstadt Selb im Landkreis Wunsiedel im Fichtelgebirge (Oberfranken, Bayern).

## Lage
Das Dorf liegt im Tal der Eger etwa acht Kilometer westlich des Zentrums der Stadt Selb und ist über die Staatsstraße 2179 mit diesem verbunden. Östlich von Heidelheim verläuft die Bundesautobahn 93. Die deutsch-tschechische Grenze verläuft in der Luftlinie etwa 15 Kilometer östlich.
Heidelheim ist ein sogenanntes Quellmuldendorf und wurde rings um die beiden Dorfteiche erbaut. Eine weitere Besonderheit ist der ebenfalls in der Dorfmitte gelegene „Rechtler-Garten“, an dem jeder Hof des Ortes bestimmte Rechte besitzt und der noch heute von den Dorfbewohnern gemeinsam bewirtschaftet wird. In Oberfranken sind nur noch zwei Gärten dieser Art erhalten.

## Geschichte
In der Zeit zwischen 1346 und 1378, zur Amtszeit des Kaisers Karl IV., wurde Heidelheim erstmals in Urkunden erwähnt.
Im Jahre 1818 wurden die Ortschaften Steinselb und Buchbach nach Heidelheim vom königlichen Landgericht Selb eingemeindet. Während der Gemeindeteil Buchbach 1953 wieder ausgemeindet und nach Schönwald eingemeindet wurde, blieb Steinselb ein Gemeindeteil von Heidelheim.
Die Eingemeindung Heidelheims mit seinem Gemeindeteil Steinselb nach Selb erfolgte am 1. Januar 1978.
Heidelheim gehört wie Steinselb zur selbständigen Kirchengemeinde Spielberg, die seit 1976 keinen eigenen Pfarrer mehr hat und von Schönwald aus betreut wird.